# Воронин, Павел Пантелеймонович
Павел Пантелеймонович Воронин (23 сентября 1915, Ейск, Кубанская область — 11 декабря 1982) — советский партийный деятель, 2-й секретарь Одесского обкома КПУ. Депутат Верховного Совета УССР 6-7-го созывов. Кандидат в члены ЦК КПУ в 1966 — 1971 г. Кандидат технических наук (1974).

## Биография
Родился 23 сентября 1915 года в Ейске.
В 1939 году окончил Ленинградский институт инженеров водного транспорта.
В 1939 г. — начальник производственного отдела Балтийского технического флота («Балтехфлоту»).
В 1939 — 1945 г. — в Красной армии, участник Великой Отечественной войны. Служил командиром 1-й роты 9-го зенитно-прожекторного полка 55-го Зенитного артиллерийского дивизиона противовоздушной обороны.
Член ВКП(б) с 1943 года.
В 1945 — 1951 г. — начальник каравана, начальник Ленинградского района «Балтехфлота», начальник Латвийского района «Балтехфлота». В 1951 — 1955 г. — главный инженер треста «Черноморский технический флот» (ЧТФ), управляющий треста «Южгидрострой» в городе Одессе.
В 1955 — январе 1963 г. — заведующий отделом строительства Одесского областного комитета КПУ; секретарь Одесского областного комитета КПУ.
В январе 1963 — декабре 1964 г. — 2-й секретарь Одесского промышленного областного комитета КПУ. В декабре 1964 — 1969 г. — 2-й секретарь Одесского областного комитета КПУ.
В 1969 — 1979 годы — директор Черноморского научно-исследовательского и проектного института (ЧМНИПИ) в городе Одессе, член совета Южного научного центра Академии наук Украинской ССР. Потом — на пенсии.
Умер 11 декабря 1982 года в Одессе.

## Звание
- старший лейтенант

## Награды
- три ордена Трудового Красного Знамени
- Орден Знак Почета
- Заслуженный строитель Украинской ССР (1975)
- Почетный работник морского флота СССР